# Liste d'élections en 1954
Chronologie des élections
- 1950
- 1951
- 1952
- 1953
- 1954
- 1955
- 1956
- 1957
- 1958

Cette liste recense les élections organisées durant l'année 1954. Elle inclut les élections législatives et présidentielles nationales dans les États souverains, ainsi que les principaux référendums.
Dans les années 1950, de nombreux États organisent des semblants d'élections tout en étant des dictatures. C'est le cas des régimes marxistes-léninistes d'Europe de l'est (URSS en mars, Albanie en mai, Allemagne de l'Est en octobre, Tchécoslovaquie en novembre), ainsi que de la Mongolie en juin : aucune candidature d'opposition n'est permise, et les autorités annoncent des taux d'approbation de près de 100 % pour leurs candidats. C'est le cas également de diverses dictatures, généralement de droite, en Amérique latine. Le Salvador (mars) et le Paraguay (juillet) sont des dictatures militaires, où ont lieu des simulacres d'élections, sans aucune opposition. L'Argentine (avril), sous le président Juan Perón, demeure officiellement une démocratie multipartite, mais les partis d'opposition subissent une répression constante. De même à Cuba (novembre), le régime dirigé par Fulgencio Batista, né d'un coup d'État, laisse peu de place à l'expression des partis d'opposition. Au Honduras, des élections démocratiques en octobre produisent un Congrès sans majorité, suivies d'un coup d'État censé résoudre la paralysie politique par l'instauration d'une dictature. Au Guatemala enfin, le coup d'État orchestré par les États-Unis au mois de mai abolit les institutions démocratiques et instaure une dictature favorable aux intérêts américains. Pour le semblant d'élections au mois d'octobre, les partis d'opposition à la nouvelle dictature de droite sont interdits.
Ailleurs, dans les démocraties occidentales, les élections produisent des changements de majorité et de gouvernement en Finlande (mars), en Belgique (avril), et en Irlande (mai). Aux États-Unis (novembre), le Congrès bascule sous majorité démocrate, privant le président républicain Dwight D. Eisenhower de majorité au corps législatif. Dès lors, le Parti démocrate conservera le contrôle de la Chambre des représentants jusqu'en 1994.

## Par mois

### Janvier
Il n'y a pas d'élection nationale en janvier 1954.

### Février
Il n'y a pas d'élection nationale en février 1954.

### Mars
| Date        | Pays             | Élections    | Contexte | Résultats |
| ----------- | ---------------- | ------------ | --- | --- |
| 7 et 8 mars | Finlande         | Législatives | | Parlement sans majorité. Comme en 1951, le Parti social-démocrate et la Ligue agrarienne (centriste, agrarienne) remportent chacun un quart des sièges. Un gouvernement de coalition de centre-gauche se met en place, avec pour premier ministre Ralf Törngren (Parti populaire suédois de Finlande : centriste, social-libéral, représentant les intérêts de la minorité suédoise en Finlande). En octobre, des dissensions au sein de la coalition aboutissent néanmoins à la démission de ce dernier. Urho Kekkonen (Ligue agrarienne), qui avait été premier ministre avant les élections, lui succède. |
| 14 mars     | Union soviétique | Législatives | Premières élections après la mort de Joseph Staline en 1953. L'URSS à cette date demeure une dictature à parti unique. Aucune candidature d'opposition n'est possible. Les autorités présentent autant de candidats qu'il y a de sièges à pourvoir ; les citoyens sont appelés à voter pour ou contre les candidats proposés. Dans la pratique, l'élection ne se déroule pas à bulletin secret. | Les candidats présentés par les autorités sont officiellement approuvés par 99,8 % des votants. Le Parti communiste conserve une large majorité des sièges, les autres revenant à des élus 'indépendants' approuvés par le parti. Nikita Khrouchtchev demeure secrétaire général du parti, et donc dirigeant de l'URSS. |
| mars        | Salvador         | Législatives | Le Salvador à cette date est une dictature militaire. Aucun candidat d'opposition ne se présente à cette élection, que l'opposition considère comme truquée. | Le Parti révolutionnaire de l'unification démocratique, parti de la junte, remporte mécaniquement tous les sièges. |

### Avril
| Date     | Pays      | Élections    | Contexte | Résultats |
| -------- | --------- | ------------ | --- | --- |
| 11 avril | Belgique  | Législatives | | Le Parti social-chrétien (chrétien-démocrate, centriste) perd sa majorité absolue des sièges. Le Parti socialiste et le Parti libéral, tous deux laïcs, disposent ensemble d'une majorité absolue, et forment un gouvernement de coalition. Achille Van Acker (socialiste) est nommé premier ministre. |
| 25 avril | Argentine | Législatives | Les élections se déroulent dans un climat de violences politiques et d'intimidations, et tandis que le pays est entré en récession. La plupart des dirigeants de l'opposition ont été emprisonnés, et l'opposition n'a pas un accès équitable aux médias. | Le Parti péroniste (corporatiste, populiste, autoritaire), au pouvoir, conserve une majorité écrasante des sièges. |

### Mai
| Date   | Pays         | Élections    | Contexte | Résultats |
| ------ | ------------ | ------------ | --- | --- |
| 2 mai  | Turquie      | Législatives | | Le Parti démocrate (conservateur) conserve la majorité absolue des sièges. Adnan Menderes demeure premier ministre. |
| 18 mai | Irlande      | Législatives | | Parlement sans majorité. Alternance. Le parti Fine Gael (centre-droit, chrétien-démocrate), le Parti travailliste (social-démocrate) et le Parti national agricole (centre-gauche, agrarien) forment un gouvernement de coalition, avec John Costello pour premier ministre. |
| 20 mai | Corée du Sud | Législatives | La Corée du Sud à cette date sévit sous un régime autoritaire qui réprime toute réelle opposition. | Le Parti libéral (droite à extrême-droite : conservateur, autoritaire), parti du président Syngman Rhee, remporte la majorité absolue des sièges. |
| 28 mai | Albanie      | Législatives | L'Albanie à cette date est une dictature à parti unique. Le Front démocratique, organisation de masse lié au Parti du travail (marxiste-léniniste), est seul autorisé à présenter des candidats, que les citoyens sont invités à approuver. | Les candidats du Front sont officiellement approuvés par 99,9 % des votants. Enver Hoxha cède le poste de premier ministre à Mehmet Shehu en juillet, mais demeure premier secrétaire du parti, et conserve ainsi le pouvoir réel sur le pays.                               |
| 29 mai | Australie    | Législatives | Élection de la chambre basse uniquement. | La Coalition des partis conservateurs et libéraux conserve la majorité absolue des sièges. Robert Menzies demeure premier ministre. |
| 30 mai | Luxembourg   | Législatives | | Parlement sans majorité. Le Parti populaire chrétien-social (centre-droit) accroît sa majorité relative et remporte exactement la moitié des sièges. Joseph Bech (PPCS) demeure premier ministre, conservant un gouvernement de coalition avec le Parti ouvrier socialiste.  |

### Juin
| Date    | Pays                     | Élections    | Contexte | Résultats |
| ------- | ------------------------ | ------------ | --- | --- |
| 6 juin  | Équateur                 | Législatives | | Parlement sans majorité. Le parti Concentration des forces populaires (centre-gauche, populiste) termine en tête. |
| 9 juin  | Royaume d'Irak           | Législatives | | Parlement sans majorité. Le Parti de l'union constitutionnelle conserve une majorité relative amoindrie des sièges. Arshad al-Umari (sans étiquette) demeure premier ministre. L'assemblée est dissoute par le roi Fayçal II au mois d'août, entraînant de nouvelles élections en septembre.                                                                                                   |
| 13 juin | Mongolie                 | Législatives | La Mongolie à cette date est une dictature à parti unique. Aucune candidature d'opposition n'est possible. La mort du dictateur stalinien Horloogiyn Choybalsan en 1952, puis de Joseph Staline lui-même en 1953, permet toutefois une modernisation du pays et un assouplissement des aspects les plus répressifs de la dictature. | Le Parti révolutionnaire du peuple (marxiste-léniniste) obtient une majorité absolue des sièges, les autres revenant à des élus sans étiquette approuvés par le parti. Yumjagiyn Tsedenbal demeure premier ministre. |
| 15 juin | Côte-de-l'Or britannique | Législatives | Le Côte-de-l'Or (actuel Ghana) est à cette date une colonie britannique, jouissant d'une importante autonomie. | Le Parti de la convention populaire (socialiste, pan-africaniste) conserve sa majorité absolue des sièges. Kwame Nkrumah, figure de proue du nationalisme ghanéen, demeure premier ministre. Après ces élections, le gouvernement élu a le contrôle presque total des affaires intérieures du pays ; seules la politique étrangère et la politique de défense dépendent encore du Royaume-Uni. |

### Juillet
| Date       | Pays     | Élections      | Contexte | Résultats |
| ---------- | -------- | -------------- | --- | --- |
| 11 juillet | Paraguay | Présidentielle | Cette élection fait suite au coup d'État militaire du 8 mai, qui renverse le gouvernement démocratiquement élu. C'est la période de l’El Stronato, une dictature militaire qui durera quarante-cinq ans. Le régime s'appuie sur des escadrons de la mort et instaure une politique de terreur à l'encontre de tout opposant politique. | Seul candidat autorisé, le dictateur Alfredo Stroessner (Parti colorado : droite) est automatiquement élu avec 100 % des voix. |

### Août
Il n'y a pas d'élection nationale en août 1954.

### Septembre
| Date               | Pays           | Élections    | Contexte | Résultats |
| ------------------ | -------------- | ------------ | -------- | --- |
| 12 septembre       | Royaume d'Irak | Législatives |          | Le Parti de l'union constitutionnelle, qui disposait d'une majorité relative des sièges, remporte cette fois la majorité absolue. Nouri Saïd (PUC) est nommé premier ministre. |
| 24 et 25 septembre | Syrie          | Législatives | 1er tour | - |

### Octobre
| Date           | Pays               | Élections                      | Contexte | Résultats |
| -------------- | ------------------ | ------------------------------ | --- | --- |
| 3 octobre      | Brésil             | Législatives                   | | Parlement sans majorité. Le Parti social démocratique conserve sa majorité relative des sièges dans les deux chambres. |
| 4 et 5 octobre | Syrie              | Législatives                   | 2d tour | Parlement sans majorité. Dans un Parlement très fragmenté, le Parti populaire (social-libéral) est en tête avec seulement trente sièges sur cent-quarante. Farès al-Khoury (Parti populaire) est nommé premier ministre. |
| 10 octobre     | Guatemala          | Législatives et présidentielle | Ces élections font suite au coup d'État du mois de juin, par lequel la CIA américaine renverse le gouvernement démocratiquement élu et progressiste de Jacobo Árbenz, et installe une dictature militaire pro-américaine à la place. Les partis d'opposition sont interdits ; les dissidents sont internés dans des camps de concentration. Les élections législatives visent à élire une assemblée constituante, mais seuls les partis de droite qui soutiennent la dictature sont autorisés à se présenter. L'élection présidentielle prend la forme d'un plébiscite. | Le président Carlos Castillo Armas recueille officiellement 99,9 % de suffrages favorables. Le Front national anti-communiste et ses alliés remportent mécaniquement tous les sièges à l'assemblée. |
| 10 octobre     | Honduras           | Législatives et présidentielle | | Congrès sans majorité. Bien que le Parti libéral ait nettement devancé le Parti national (conservateur) en nombre de voix, ces deux partis obtiennent chacun quelque 40 % des sièges. Ramón Villeda Morales (Parti libéral) termine en tête de la présidentielle, avec 48,1 % des suffrages ; puisqu'il n'a pas atteint la majorité absolue des voix, son élection est sujette à confirmation par le Congrès. Or les députés des autres partis refusent de siéger et de confirmer son élection. Le 6 décembre, le vice-président sortant Julio Lozano Díaz (Parti national) se déclare dictateur, et dissout le Congrès. Il sera renversé par l'armée en octobre 1955, aboutissant à une restauration temporaire de la démocratie. |
| 16 octobre     | Jordanie           | Législatives                   | | Bien que les partis politiques soient autorisés à prendre part au scrutin pour la première fois, la quasi-totalité des députés sont élus sans étiquette. Tawfik Abu al-Huda demeure premier ministre. |
| 17 octobre     | Allemagne de l'Est | Législatives                   | L'Allemagne de l'Est (RDA) à cette date est une dictature de facto à parti unique. Bien qu'une diversité de partis existe officiellement, ils sont tous subordonnés aux autorités communistes. La répartition des sièges entre les partis est décidée par avance ; les autorités présentent une liste unique de candidats, les citoyens étant invités à l'approuver. | Les candidats sont approuvés officiellement par 99,5 % des votants. En apparence, ces élections produisent un parlement sans majorité, où le Parti socialiste unifié (SED, marxiste-léniniste) dispose de seulement un quart des sièges. Dans la pratique, les autres partis sont soumis à sa direction. Otto Grotewohl (SED) demeure président du conseil des ministres. |

### Novembre
| Date         | Pays             | Élections                      | Contexte | Résultats |
| ------------ | ---------------- | ------------------------------ | --- | --- |
| 1er novembre | Cuba             | Législatives et présidentielle | Fulgencio Batista a pris le pouvoir par un coup d'État en 1952. Il mène un gouvernement corrompu et brutal, tissant des liens avec le crime organisé. Ramón Grau, seul candidat d'opposition à la présidentielle, se retire, affirmant que des partisans ont été soumis à des mesures d'intimidation et de violence. | Fulgencio Batista (Parti de l'action progressiste : droite à extrême-droite) est officiellement élu président, sans opposition. Les candidats des divers partis qui le soutiennent remportent la majorité absolue des sièges au Congrès.                                            |
| 2 novembre   | États-Unis       | Législatives                   | | Alternance. Le Parti démocrate (centre-gauche) remporte la majorité absolue des sièges à la Chambre des représentants, et la majorité relative au Sénat. |
| 13 novembre  | Nouvelle-Zélande | Législatives                   | | Le Parti national (conservateur) conserve la majorité absolue des sièges. Sidney Holland demeure premier ministre. C'est la période du consensus d'après-guerre, les deux principaux partis étant favorables à l'État-providence et à un État interventionniste et protectionniste. |
| 26 novembre  | Uruguay          | Législatives                   | | Le Parti Colorado (libéral) conserve la majorité absolue des sièges. |
| 28 novembre  | Tchécoslovaquie  | Législatives                   | La Tchécoslovaquie à cette date est une dictature à parti unique. Le Front national, coalition de partis soumis à la direction du Parti communiste, est seul autorisé à présenter des candidats, que les citoyens sont invités à approuver.                                                                          | Les candidats du Front sont officiellement approuvés par 97,9 % des votants. Viliam Široký demeure premier ministre. |

### Décembre
| Date               | Pays    | Élections    | Contexte | Résultats |
| ------------------ | ------- | ------------ | --- | --- |
| octobre à décembre | Nigeria | Législatives | Cette colonie britannique est officiellement devenue un État autonome (mais pas un État souverain) le 1er octobre. | Parlement sans majorité. Le parti Congrès populaire du nord obtient la majorité relative des sièges, mais n'a d'élus que dans le nord musulman de la colonie. Le parti Conseil national du Nigeria et du Cameroun (nationaliste, de tendance libérale) obtient également de bons résultats. |